# Hajar Alariachi
Hajar Alariachi (Amsterdam, 1986) is een Nederlandse televisiepresentator. Ze werd bekend door haar rol in de televisieserie De Meiden van Halal van de NPS, een serie waarin Hajar en haar zussen Esmaa en Jihad, Marokkaans-Berberse moslima's uit Amsterdam-West, op 'ontdekkingstocht' gaan om te zien of Nederland iets voor hen is.
Hajar Alariachi heeft International Business and Languages gestudeerd aan de Hogeschool Inholland. Vervolgens heeft zij in de Verenigde Staten een master in marketing cum laude afgerond.
Naast haar rol in De Meiden van Halal was Alariachi te zien in het programma Bimbo's en Boerka's, tegenstellingen in multicultureel Nederland. De discussie die in dit programma plaatsvond tussen de zussen Alariachi en Hans Teeuwen werd later verkozen tot TV-moment van het Jaar 2007. In datzelfde jaar presenteerde Alariachi samen met Mohammed Chaara een aflevering van Planet Europe over Bulgarije.
In 2006 werden Alariachi en haar zussen verkozen tot Moslim van het jaar. Deze verkiezing werd georganiseerd door Wijblijvenhier.nl.
In 2016 keerde Alariachi samen met haar zussen terug op televisie met het programma De Mama's van Halal van de NTR.